# روبرت كوبر (رجل أعمال)
روبرت كوبر (بالإنجليزية: Robert Cooper)‏ هو شخصية أعمال أسترالي، ولد في 1776، وتوفي في 25 مايو 1857.